# Natourcriterium Roeselare 2012
De 3e editie van de Belgische wielerwedstrijd het Criterium van Roeselare werd verreden op 24 juli 2012. De start en finish vonden plaats in Roeselare. De winnaar was Ryder Hesjedal, gevolgd door Thomas De Gendt en Guillaume Van Keirsbulck.

## Uitslag
| Natourcriterium Roeselare 2012 |                          |                                  |            |
| Plaats                         | Naam                     | Ploeg                            | Tijd       |
| Winnaar                        | Ryder Hesjedal           | Team Garmin-Barracuda            | 2u 25' 00" |
| 2                              | Thomas De Gendt          | Vacansoleil-DCM Pro Cycling Team | 8"         |
| 3                              | Guillaume Van Keirsbulck | Omega Pharma-Quick-Step          | z.t.       |
| 4                              | Jan Ghyselinck           | Cofidis, le crédit en ligne      | 37"        |
| 5                              | Kris Boeckmans           | Vacansoleil-DCM Pro Cycling Team | z.t.       |
| 6                              | Nick Nuyens              | Team Saxo Bank                   | z.t.       |
| 7                              | Sven Vandousselaere      | Topsport Vlaanderen-Mercator     | z.t.       |
| 8                              | Johan Vansummeren        | Team Garmin-Barracuda            | z.t.       |
| 9                              | Gianni Vermeersch        | BKCP-Powerplus                   | 57"        |
| 10                             | Kurt Hovelijnck          | Landbouwkrediet                  | z.t.       |

2010 · 2011 · 2012 · 2013 · 2014 · 2015 · 2016 · 2017 · 2018 · 2019 · 2020 · 2021 · 2022